# Anna Casagrande
Anna Casagrande, född den 26 juli 1958 i Milano i Italien, är en italiensk ryttare.
Hon tog OS-silver i lagtävlingen i fälttävlan i samband med de olympiska ridsporttävlingarna 1980 i Moskva.